# Delfí Abella
Delfí Abella i Gibert (Barcelona, 2 de febrero de 1925 - 1 de febrero de 2007) fue un psiquiatra y músico español de la Nova Cançó, miembro de Els Setze Jutges, pioneros de la Nova Cançó en Cataluña.

## Trayectoria profesional
Estudió medicina y se especializó en psiquiatría. En el año 1952 entró como médico en el Instituto Mental de la Santa Cruz de Barcelona, del que sería nombrado Director en 1972. Al cierre de la Institución en 1986 quedó al frente del Servicio de Psiquiatría del Hospital de la Santa Cruz y San Pablo de Barcelona hasta su jubilación. Fue catedrático de psiquiatría de la Universidad Autónoma de Barcelona.

## Nova Cançó
Formó parte desde su creación en(1962) hasta su disolución en (1968) del colectivo de cantautores catalanes Els Setze Jutges, siendo el miembro de mayor edad.
En sus primeros años como cantante publicó tres discos sencillos y después de abandonar los escenarios ejerció como crítico de la revista Destino.
El estilo de Abella se basaba en el terreno lírico, con agudos y satíricos versos. Así lo dejaba claro en su canción más popular Cap al futbol, en la que con gracia crítica hacía un retrato del mundo del fútbol.
Delfí Abella también adaptó piezas de artistas franceses como Georges Brassens, Barbara, Guy Béart o Anne Sylvestre, para Maria del Mar Bonet, Guillermina Motta o Maria Amèlia Pedrerol. En 1996, Joan Manuel Serrat grabó el tema d'Abella Quan érem infants en su doble disco de homenaje a la Nova Canço "Banda sonora d'un temps, d'un país".
En 1998, publicó un libro con una recopilación de los versos de sus canciones, titulado 30 cançons.
El 13 de abril de 2007, el grupo de cantantes en su conjunto recibió la Medalla de Honor del Parlamento de Cataluña, en reconocimiento a su labor en favor de la cultura y la lengua catalanas durante la dictadura; en el acto, Maria del Mar Bonet aprovechó la oportunidad para criticar la escasa promoción de la canción catalana a la vez que Guillermina Motta se quejaba del tardío reconocimiento del galardón cuando dos de los dieciséis integrantes ya habían fallecido: Miquel Porter i Moix en 2004 y Delfí Abella el 1 de febrero de 2007

## Obras publicadas
- Mossèn Cinto vist del psiquiatre Anàlisi psico-patològica dels articles "en defensa pròpia", 1958
- Tòtems actuals i altres assaigs, 1960
- El nostre caràcter, 1961
- L'orientació antropològica existencial de la psiquiatria, 1962
- Estudio clínico y fenomenológico de la hipocondria, 1962
- Què cal saber d'higiene mental, 1963
- Geni i catalanitat de Ramon Llull, 1964
- Psiquiatria fonamental, 1981
- Trenta cançons (poesía), 1998